# 达尔肯莱区
达尔肯莱区是索馬利亞的一個區，位於該國東南方的巴納迪爾州，東與瓦达吉尔区相鄰，西與索勒州相接，南臨印度洋。

## 外部鏈結
- Districts of Somalia （页面存档备份，存于）
- 達爾肯列區行政區域圖 （页面存档备份，存于）